# T-64
T-64는 소비에트 연방이 생산한 2세대 주력 전차이다. T-62에 대응했을 때 매우 진보한 전차다. T-64들이 전차 사단에 보급된 반면에 T-62 전차들은 차량화 소총 사단의 보병들을 지원했다. 이 전차는 복합 장갑, 소형의 엔진 및 변속기, 125mm 활강포와 자동 장전 장치 장착으로 승무원을 3명으로 줄이고 전차는 작아지고 가벼워진 것과 같은 여러 고급 기능들이 소개되었다. 중전차 수준의 장갑과 무장을 갖추었음에도 이 전차의 중량은 38톤밖에 되지 않았다.
이러한 특징들이 T-64를 제작하는데 이전세대의 소련 전차들보다 훨씬 비싸지게 만들었다. 특히 파워팩은 구축하는데 많은 시간이 걸렸고 비용도 기존의 엔진에 비해 2배 이상 높아졌다. 향상시킨 T-64 전차와 새로운 엔진을 만들자는 몇몇의 제안이 있었지만 수석 디자이너 알렉산더 모로조프가 지닌 정치적인 힘이 가격에 대한 우려에도 불구하고 해당 디자인을 생산 중에 유지하게 만들었다. 이로 인해 원래 T-72전차는 비상 계획으로 설계되어 전시에만 생산하기로 했지만 T-64의 높은 가격으로 인해 모로조프의 반대에도 불구하고 40%의 저렴한 가격으로 생산에 돌입하게 된다.

## 개요
T-64를 개발하기 전까지 소련군의 주력 전차는 T-62였다. T-62는 세계최초로 활강포를 장착한 혁신적인 전차였지만 어디까지나 T-55를 개량한 것이라는 한계가 있었고, 소련은 보다 강력한 복합장갑과 APFSDS를 사용 가능한 활강포를 탑재하는 새로운 전차를 개발할 필요성을 느끼고 있었고 영국의 FV 4201 치프틴 전차와 같은 서방의 신형 전차와 신형 대전차 무기에 대응할 필요가 있었다.
신형 전차에 대한 연구가 시작되던 1951년 초,KB-60팀이 말리셰프로 지명된 제75호 하리코프 운송-기계-제조 공장(러시아어: конструкторское бюро Харьковского завода транспортного машиностроения №75 им. Малышева)의 하리코프 설계국에 설립되었다. 모로조프를 수장으로 하는 기술자들이 니즈니타길에서 돌아왔다.
1958년부터 모로조프 전차 설계국은 Ob'yekt 430으로 명명된 프로토타입 3대가 탄생되었고 1958년 쿠빈카에서 테스트되었다.그 차량들은 철의 장막에서 벌여질 전차전의 양상을 근본적으로 바꿀 만한 특성을 보여주었다. 처음으로는 공장의 엔진 설계 팀이 설계한  4TD;매우 소형화된 대향 피스톤 기관이 사용되었다. 변속기시스템은 엔진의 각 측면에 2개의 측면 기어를 포함하고 있었다. 이 두 혁신은 포탑 아래에 개구부가 있는 굉장히 짧은 엔진 구획을 산출해냈다. 엔진 구획의 용량은 T-54전차의 절반 밖에되지 않는다. 향상된 냉각 시스템과 경량화된 서스펜션이 장착되었고 직경이 가는 중공 금속 바퀴와 고무 이음새로 이루어진 무한 궤도로 이루어져있다.
이 전차는 D-45TS 주포와 120mm의 전면 장갑으로 무장한다. 활발히 운용되고 있는 T-55전차와 비교했을 때 전투 특성면에서 분명한 우월성을 나타내지 않았기 때문에 모로조프는 아직 생산이 준비되지 않았다고 판단했다. 하지만 122mm 주포와 160mm의 전면장갑을 장착한 오비예끄트430U에서 실시된 연구에 따르면 해당 전차는 중형 전차 체급에 중전차 수준의 화력과 장갑을 장착할 가능성을 보여주었다. 결과적으로 Ob'yekt 432로 불리는 새로운 프로젝트로 이어진다.
곧이어 Ob'yekt 432 기획안에서 막강한 115 mm D-68 (2A21) 주포를 장착하고 자동장전장치를 탑재한 전차를 개발하는데 성공하고, 서방에서 위협적인 영국제 105mm L7 강선포, 미국제 M68 강선포를 장착한 M60 패튼과 센추리온 신형 전차를 등장시킴에 따라 HEAT탄에 내성을 갖춘 복합장갑을 갖춘 전차를 만드는 데 성공하여 1968년부터 T-64라는 이름으로 배치한다. 당시 최신기술을 상당수 적용시켰기 때문에 신기술 유출을 염려한 소련 정부는 T-64를 다른 국가에 판매하지 않았고, 해당 전차는 동유럽과 같은 중요한 지역에 배치되었다. T-64A는 1976년 주동독 소련군에 처음 배치되었으며 후에 헝가리에 주둔중인 남부 군집단에도 배치되었다. 1981년까지 개선된 T-64B전차가 동독과 헝가리 지역에 배치되기 시작했다. T-64 전차는 근위 부대에서만 유일하게 보유할 수 있는 것으로 알려졌지만 오데사 군구 제14군과 같은 질적으로 훨씬 낮은 후방 부대에도 배치되기도 했었다. 현재 우크라이나만이 T-64를 운용하고 있으며 러시아에서는 약 4000대의 T-64가 치장물자로 보관되고 있다.
T-64의 설계는 키로프 공장에서 개발되는 가스 터빈엔진의 T-80 주력전차의 기반이 되었다. T-64B의 포탑은 향상된 T-80U, T-80UD에 사용되었고 우크라이나에서 생산되는 디젤 엔진을 사용하는 T-80UD, T-84에도 사용되었다.

## 특징
T-64는 당시로서는 최신 기술을 종합적으로 적용시킨 전차였다. 세계 최초로 자동장전장치를 장착해 포탑의 크기를 줄여서 피탄 면적을 줄였으며 목측식 관측장비대신 당시 미군의 M47 전차에도 장비되었던 영상합치식 광학 거리측정기가 탑재되었다.
장갑은 복합장갑을 채용해 차체와 포탑 전면에 장착되었는데 이 복합장갑은 세라믹 블록과 티타늄장갑을 결합한 것으로서 HEAT탄과 철갑탄 모두에게 효과가 있었으며 균질 압연강판으로 환산시 약 410mm에 달했다. 서스펜션은 토션바식의 채용으로 중량이 경감되어 차체 중량은 35.5톤, 600마력의 수평 대향 디젤엔진을 탑재했고 주포는 개발 당시에는 115mm 활강포를 장착했으나 이란 장교가 망명할 때 타고 온 M60 패튼 전차에 장비된 105mm포를 보고서는 125mm 활강포를 개발해 장착한다. 페름의 공장에서 125mm D-81T 활강포를 생산했고 125mm 탄약이 용량을 더 차지함에 따라 장전수와 합치면 탄약이 25발에 불과했다. 소련의 기술자들은 고민에 빠졌지만 전차를 확대하여 내부 공간을 늘릴 수는 없는 법이였고 해결책은 장전수 대신에 자동 장전 장치를 장착해 승무원을 3명으로 줄이는 것이였다. 6ETs10자동장전장치는 28발을 장착하며 분당 8발을 발사할 수 있었다.안정장치인 2E23과 신형  TPD-2-1 (1G15-1)조준경에 결합되었다.야간 주행시에는 TPN-1-43A 신형 잠망경과 주포의 좌측에 장착된 강력한 적외선 L2G 프로젝터 조명을 사용한다.
보기륜은 사일런트 블록으로 바뀌고, 캐터필러도 더블핀 방식으로 바뀌어 현가장치가 미국식으로 바뀐다. 이렇게 최신 기술을 많이 접목시켜 서방측에게 놀라움을 안겨주었지만 검증되지 않은 신기술을 대거 적용시킨 탓에 신뢰성이 떨어졌다. 포탑의 면적이 좁고 자동장전장치는 신뢰성 문제 때문에 자주 고장났으며 (승무원 팔이 걸려서 빨러들어갔다는거나 또는 잘려나갔다는 이야기는 과장된 이야기다) 5기통 엔진을 장착하다 문제가 생겨 야전정비소요가증가하게 된다. T-64의 문제점을 보고 소련군은 검증된 기술을 이용해 T-72를 만들었으며, T-64의 기술은 훗날 T-80를 만드는 데 적용된다.

### T-64A
프로토타입이 1966년~1967년에 테스트되고 초도생산분 600대가 생산되었다. 소련 육군에 실전배치될 때 T-64A라는 제식명을 부여받았고 설계의 총책임자인 모로조프는 전차개발 성공에 대한 공로로 레닌상을 수여받았다.
근위대를 위해 설계된 T-64A는 불과 3년 만에 첫번째 현대화가 일어났다.
-사격통제장치를 교체해 광학 이중상 합치 방식의 TPD-2-49 주간 조준경과  TPN-1-49-23 야간 조준경으로 교체하고 2E26 시스템을 장착하여 안정화
-R-123M 라디오 장착
-운전수에 TBN-PA,전차장에 TNP-165A 야간 투시경이 갖춰졌다. 전차장 머리위에 NSVT 12.7 mm × 108 대공기관총을 장착한 소형의 포탑을 장착하고 PZU-5 광학 조준경으로 전차장이 외부에 노출되지 않도록 전차 내부에서 사용할 수 있다. KMT-6 대 지뢰 시스템도 장착할 수 있었다.
파생된 버전은 지휘용으로 설계되었고 T-64AK로 명명되어 1972년에 등장한다.10m 길이의 R-130M 텔레스코픽 안테나로 엄폐가 필요한 고정된 위치에서만 사용할 수 있었으며 PAB-2AM 포격 지원 유도 장치, TNA-3 내비게이션 스테이션은 보조 가솔린 점화 발전기에 의해 동력을 공급받을 수 있었다.
1976년, 향상된 2A46-1 주포와 2E28M2안정장치, 6ETs10M 자동장전장치로 교체된다. 야간투시경은 TNPA-65로 교체되었고 엔진도 디젤 연료, 등유 또는 가솔린을 포함한 다른 연료와도 호환이 되었다. 생산은 B형이 나옴에 따라 1980년에 중단되었다.
하지만 거의 대부분의 T-64A는 주포의 양쪽에 6연장의 81mm 902A연막탄 발사기를 장착하고 보관됨 2017-11-07 - 웨이백 머신 수명이 닳은 스커트를 고무 스커트로 교체하는 등 현대화는 계속되었다. 그 전차들 중 일부는 T-64AV와 같은 폭발성 반응 장갑을 장착하고 거리 측정기도 TPD-K1 레이저 측광기로 교체되었다. 거의 대부분 기존의 기본형 T-64 전차들은 1977년과 1981년 사이에 T-64A 전차와 유사한 T-64R로 현대화되었다.
설계국은 계속해서 새로운 버전에 대한 작업을 계속 진행했다. 5TDF 엔진 설치 문제는 현지 생산 능력이 3개의 공장(하르키우의 말리셰프, 레닌그라드의 키로프, 우랄바곤자보드)에서 수행된 생산에 비해 불충분하다는 것이 입증됨에 따라 발생했다.
1961년부터 obyekt 432의 대안을 연구한 결과 V-45 엔진이장착되었고 obtekt 436으로 불렸다. 1966년 첼랴빈스크의 공장에서 3가지 프로토타입이 테스트되었다. 같은 엔진으로 434에서 파생된 모델을 개발하는 형식은 obyekt 438이라는 제식명이 부여되었고 나중에 439로 명칭이 변경되었다, 이 유형의 4개의 전차들은 1969년에 제작되어 테스트되었고 생산 버전과 동일한 기동성을 보여주었지만 대량 생산은 시작되지 않았다. 이들은 T-72 전차의 엔진 구획의 설계를 위한 기초로 사용되었다.

### T-64B
1970년대 초반, 설계국은 전차를 더욱 개선하려고 노력했다.1973년 T-64A-2M 연구는보다 강력한 엔진과 강화된 포탑을 사용하여 두 가지 프로젝트의 기초가 되었다.
Obyekt 476:6TD 1000마력(735kW)엔진이 T-80 전차에 사용되었다.
Obtekt 447:레이저 원격 측정기로 새로운 사격 통제 장치를 장착했으며 주포를 통해 미사일을 발사할 수 있다.

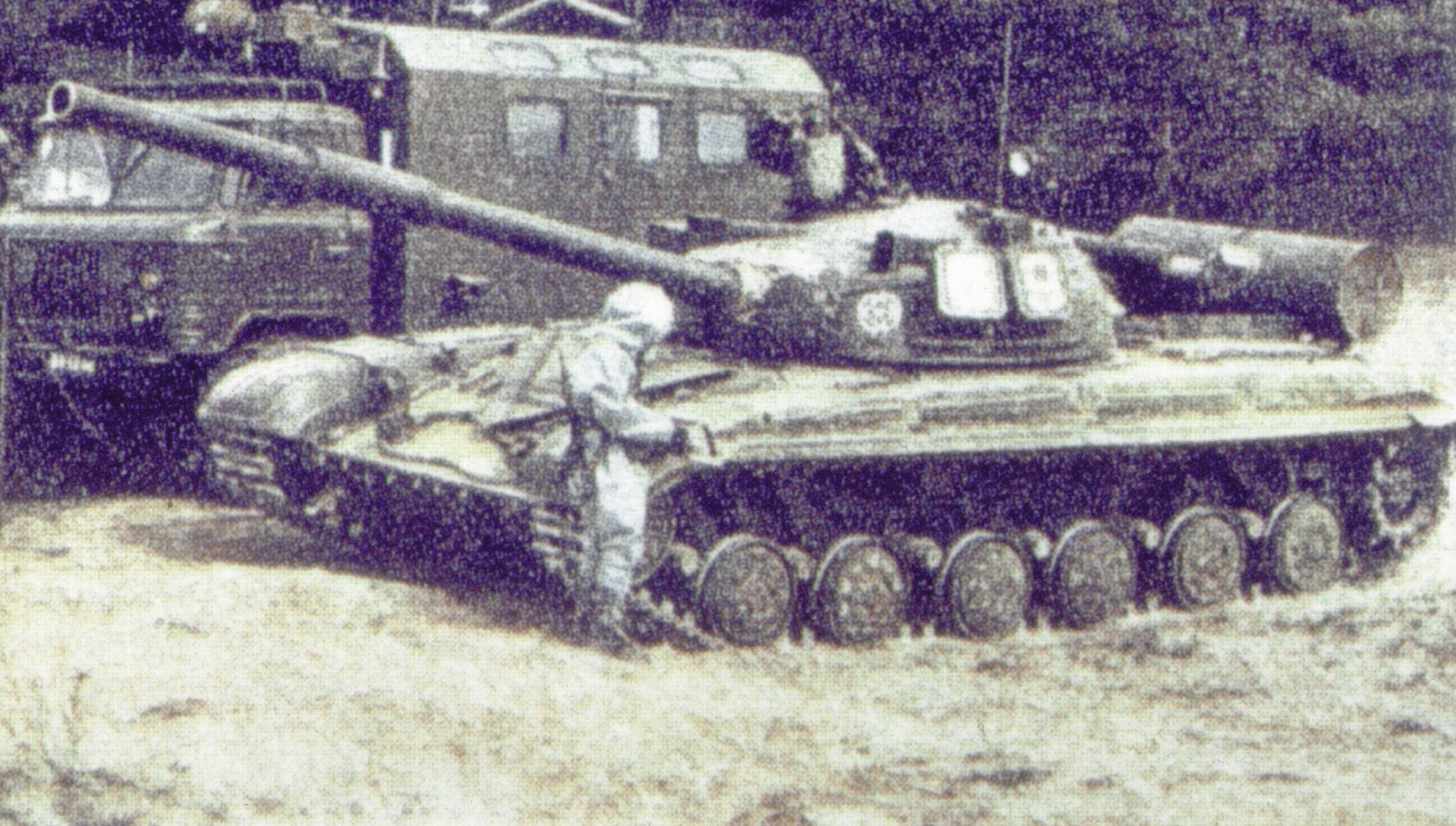
화생방 훈련중 소련군 T-64전차

후자의 경우, T-64B라는 제식명으로 생산을 시작했으며 비용면에서 저렴한 미사일 유도 시스템이 없는 파생형 버전(부품의 95%를 공유함)인 obyekt 437도 생산에 돌입했고 T-64B1이란 명칭을 부여받았으며 미사일 유도 시스템이 있는 T-64B의 가격이 T-64B1의 두 배가 되었다. 1976년 9월 3일, T-64B 및 T-64B1은 2E26M 안정장치, 6ETs40 자동장전장치 및 1A33 사격 통제 장치가 장착된 개선된 D-81TM (2A46-2) 활강포를 장착한 것을 특징으로 한다.
-1V517 탄도계산기
-1G21 레이저 원격 측정기
-1B11 측풍 감지기
T-64B 전차는 신형 9M112 "코브라" 라디오 지령 유도 대전차 미사일(나토 토드명 AT-8 송스터)을 발사할 수 있는 능력을 지녔다. 전차는 8발의 미사일과 28발의 포탄을 탑재할 수 있었다. 미사일 조종 시스템은 전차장용 소형 포탑 앞에 장착되었다. T-64B1 전차는 37발의 포탄과 1250발을 수송하는 T-64B보다 많은 2000발의 7.62mm 기관총 탄약을 수송할 수 있었다.

### 그 외
1979년 10월에 6TD 엔진의 생산을 시작하고 5TDF 엔진과의 큰 유사성을 결정한 이 연구는 B버전 뿐만 아니라 A버전에도 적용할 수 있는 연구도 이루어졌고 T-64AM, T-64AKM, T-64BM, T-64BAM 등의 모델들이 등장하게 되었다.
T-64B 전차들은 주포를 2A46M1으로 교체하고 2E42 안정장치, 902A Tucha-1 연막탄 발사기를 총 4개씩 양측에 2개씩 장착하여 현대화되었다.
1987년 모든 버전의 T-64들의 생산이 종료되었고 총 생산량은 거의 13000여대에 달했다.

## 우크라이나의 현대화
우크라이나는 소련 붕괴 후에 T-64를 전차하는 주요 공장들을 가지고 있었기에 현대화를 주도했다. 1999년 두 가지 업그레이드 패키지가 개발되었다.
-T-64BM2는 57DFM 850-hp (625kW) 엔진, 새로운 1A43U 사격 통제 장치, 새로운 6ETs43 자동장전 장치 및 9M119 미사일 (NATO 코드 " AT-11 Sniper ") 발사 기능을 갖추고 있다.
-(T-80U와 T-84와 동일한) 1A45 사격 통제, 전차장을 위한 PNK-4SU와 TKN-4S 광학과 대공 기관총을 위한 PZU-7 위에 통합 된 T-64U . 전차장은 전차를 운전하고 필요할 경우 포를 직접 사용할 수 있다. Kontakt-5 장갑은 몇몇 프로토타입에 추가되었다.
두 가지 형식은 Knotakt-5 폭발반응장갑에 의해 보호되며 HEAT 형태의 탄약에 대해서만 효율적이었던 첫 번째 모델과는 달리 운동 에너지 발사체에 대한 방호력을 지녔다. 그 2개의 형식은 6TDF 1,000 hp (735 kW) 엔진으로 다시 동력화 될 수 있었다.

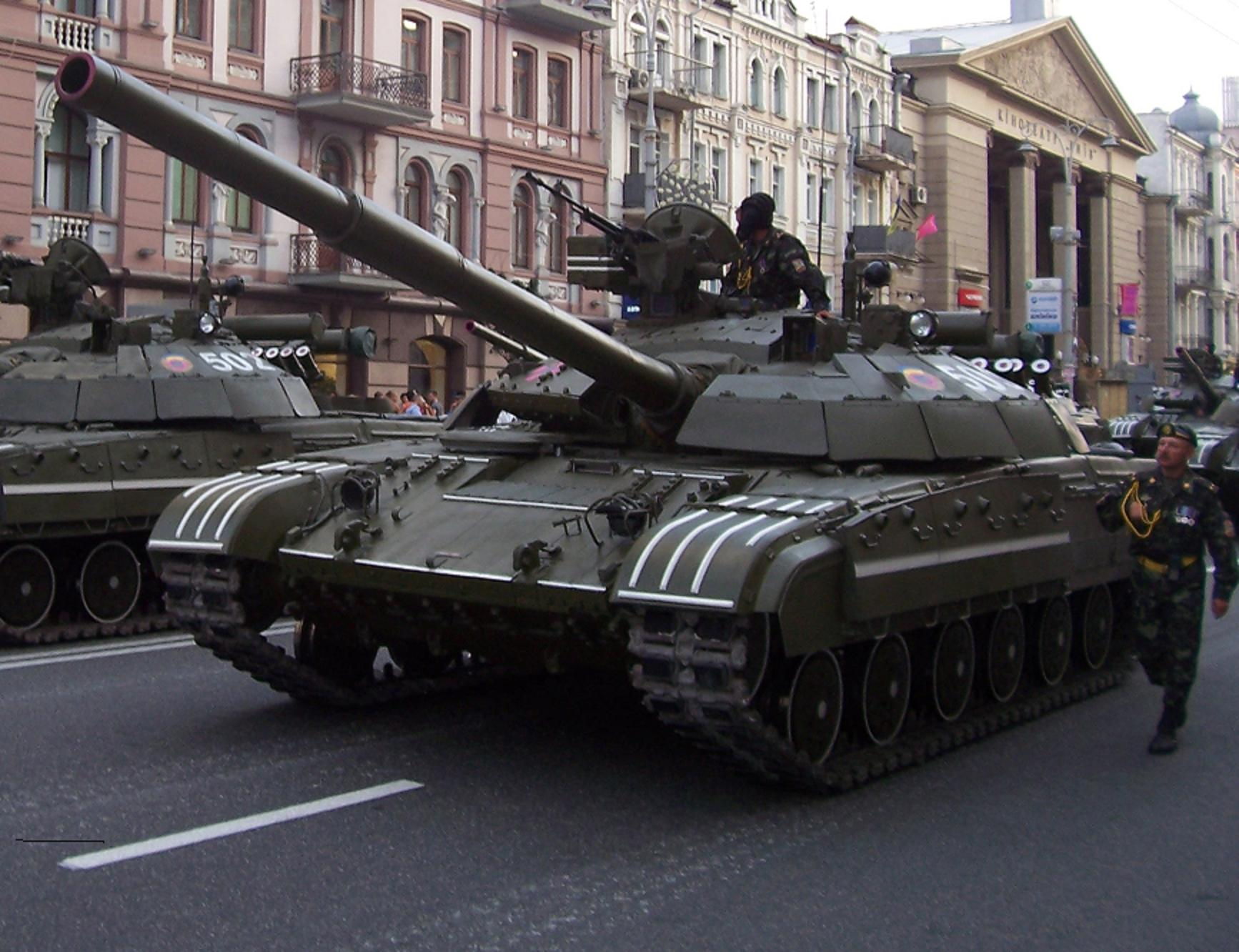
퍼레이드중인 우크라이나군 T-64BM Bulat 전차

-T-64BM BULAT 우크라이나군의 현대화에 따라, 러시아제 Kontakt-5보다 텐덤 탄두에 대한 방호가 향상된 'Knife'반응 장갑과 신형 125mm GUN KBA3, TO1-KO1ER 야간 시야와 발사 능력을 갖춘 형식이 통합되었다. Kombat 이라 불리는 텐덤 탄두가 장착 된 대전차 유도 미사일도 발사가 가능하다.
2010년 키예프의 말리셰프공장에서 기존의 T-64B 전차들을 T-64BM "Bulat" 표준형식으로 업그레이드했으며 2011년에 19대가 추가로 업그레이드 되었다. 이 T-64B 전차들은 원래 1980년 하르키우의 공장에서 생산되었다. 2009년 4월에 약 2억 파운드 규모의 계약이 체결되었다. 2011년 10월 기준으로 우크라이나 육군은 76대의 T-64BM 전차들을 운용하고 있었다. 말리셰프 공장의 수석 기술자는 T-64BM이 현대식 전차의 기준에 잘 맞춰져 있다고 밝혔다.

## 실전 기록
T-64는 공식적으로 1967년에 야전에 실전배치되어 1970년에 공개적으로 공개되었다고 알려졌다. 보관됨 2014-10-17 - 웨이백 머신 T-64 전차들은 독립 전차 대대의 T-10, IS-3 중전차들을 대체해 나갔다. 한편 T-72 전차는 T-54/55, T-62 전차들을 대체해 나갔고 저렴한 가격으로 중앙유럽 공산주의 국가들과 다른 친소국가와 제3세계에 팔려나갔다.
T-64 전차는 T-72보다 더 우수한 전차였지만 더 비싸고 기계적으로 복잡했다. T-72는 반면에 기계적으로 간단했고 전장에서 운용하기 쉬웠지만 방호력이 T-64에 비해 약하고 제조 공정도 간단했다. 소련군 교리에서는 우수한 T-64 전차들은 유럽에서의 전쟁 발발 시 1선에 바로 투입되는 것이 아니라 가장 중요한 임무에 대비해 대기하는 역할을 지녔다.
최초 배치부대는 키예프 군구의 제41 근위 전차사단이였고 이후 주로 주동독 소련군에 T-64 전차들을 배치해 서독 주둔 영국 라인군단의 FV 4201 치프틴 전차들을 견제했다. 동독 주둔 소련군 휘하 부대 중 최초로 T-64전차들을 수령한 부대는 제14 근위 차량화 소총사단이였다.
T-64 전차는 T-72와 함께 동독 북부에 주둔하는 제2근위전차군의 주 일원이였고 제3충격군, 제20근위군에서도 T-64 전차들을 주력으로 운용했다.1980년대 후반부터 소련군이 동독에서 철군하기 직전까지 T-64 전차들은 신형 T-80A 전차들로 단계적으로 대체해나가고 있었지만 독립 여단들은 여전히 T-64를 주력으로 운용하고 있었다.
소련–아프가니스탄 전쟁에서 T-64는 흔히 사용되지 않았으며 이는 투입된 40군이 T-54/55, T-62들을 주력으로 운용하고 있었기 때문이다. 소수의 T-64가 투입되어 실전 테스트를 거친 것으로 사료된다.1980년 1월, T-64의 엔진은 아프간의 높은 지형에서 운용하기 힘들어져서 결국 철수했다.
1990년 9월 소련은 우랄 서부에 3982대의 T-64 전차들이 배치되었고 우크라이나에는 이중 2091대가 배치되어있었다.
소련 붕괴 이후
1991년 소련 붕괴 이후 러시아 연방군은 지상군의 주력 전차를 T-80, T-72로 이원화 시키기로 결정했으며 이에 따라 T-64 전차는 점차 예비군에 배치되거나 폐기되었다.
1992년 6월, 오데사 군구 제59 근위 차량화 소총 사단 소속의 18대의 러시아군 T-64BV 전차들이 트란스티스트리아 전쟁에서 트란스티스트리아군에 의해 운용되었다. 몰도바군의 MT-12 100mm 대전차포에 의해 1대가 전투불능상태에 빠졌고 이것이 공식적인 T-64 전차의 첫 실전기록이였다.
제1차 체첸 전쟁에서 많은 수의 러시아군 T-80 전차들이 동원되었지만 T-64 전차들은 명확한 기록이 남아있지는 않다.다만 일부 제한적으로는 사용되었다고 알려져있다.
돈바스 전쟁에서도 우크라이나군과 반군의 T-64 전차들이 교전에 임했으며 2014년 8월말 기준으로 노보로시아군이 20여대의 T-64 전차를 운용하는 것이 확인되었다. 우크라이나와 나토 관계자는 T-64 전차가 러시아에 의해 분리주의자들에게 공급되었다고 주장했다. 2014년 8월말 기준으로 T-64BM을 포함 70여대의 T-64 전차들이 파괴된 것으로 알려졌다. 이는 개입한 러시아군의 T-72BA/T-72B3 전차의 공격으로 인한 것이기도 하다.(러시아 정부는 공식적으로 부인)

## 운용 국가

### 현재 운용국
- 우크라이나 2,300대(1997년), 2000대(2005년) 600대가 운용 중이고 900대 이상이 치장물자, 그리고 약 100여대가 T-64BM Bulat로 현대화됨
- 우즈베키스탄 100대 보관됨 2017-11-04 - 웨이백 머신
- 콩고 민주 공화국 25대의 T-64BV-1
- 트란스니스트리아 18대의 T-64BV 운용
- 도네츠크 인민공화국, 루간스크 인민공화국

### 이전 운용국
- 벨라루스
- 소비에트 연방
- 러시아
- 카자흐스탄 50대를 2011년에 폐기

## 같이 보기
- T-72
- T-80
- T-62

1. ↑  “보관된 사본” (PDF). 2017년 6월 9일에 원본 문서 (PDF)에서 보존된 문서. 2017년 11월 7일에 확인함.